# Kedungarum
Kedungarum is een bestuurslaag in het regentschap Kuningan van de provincie West-Java, Indonesië. Kedungarum telt 2296 inwoners (volkstelling 2010).